# Assemblée législative du kraï de Krasnodar
VIIe législature
no 3, rue Krasnaïa, Krasnodar
L'assemblée législative du kraï de Krasnodar (en russe : Законодательное собрание Краснодарского края) est l'organe législatif régional du kraï de Krasnodar en Russie. Le parlement est composé de  70 députés élus pour 5 ans au suffrage universel direct. À la suite des dernières élections en 2022, l'assemblée est dominée par Russie unie.

## Élections

### 2017
| Parti         | Parti                  | %     | Sièges |
| ------------- | ---------------------- | ----- | ------ |
|               | Russie unie            | 70.78 | 60     |
|               | KPRF                   | 11.53 | 3      |
|               | LDPR                   | 11.15 | 3      |
|               | Indépendants           | —     | 2      |
|               | Russie juste           | 3.46  | 1      |
|               | Parti de la Croissance | —     | 1      |
|               |                        |       |        |
|               | Communistes de Russie  | 1.54  | 0      |
|               |                        |       |        |
| Participation | Participation          | 42.03 |        |

### 2022
| Parti         | Parti                  | %     | Sièges |
| ------------- | ---------------------- | ----- | ------ |
|               | Russie unie            | 70.80 | 62     |
|               | KPRF                   | 10.76 | 2      |
|               | LDPR                   | 6.63  | 3      |
|               | Russie juste           | 5.78  | 2      |
|               | Parti de la Croissance | —     | 1      |
|               |                        |       |        |
|               | Nouvelles personnes    | 4.86  | 0      |
|               |                        |       |        |
| Participation | Participation          | 53.31 |        |